# Руђету (Слатиоара)
Руђету (рум. Rugetu) насеље је у Румунији у округу Валча у општини Слатиоара. Oпштина се налази на надморској висини од 495 m.

## Становништво
Према подацима из 2002. године у насељу је живело 685 становника, од којих су сви румунске националности.